# Rhynchagrotis faculana
Rhynchagrotis faculana là một loài bướm đêm trong họ Noctuidae.